# Index piese Roșu și Negru

## Index alfabetic Roșu și Negru
Aceasta este o listă cu toate piesele formației Roșu și Negru, atât cele editate pe suporturi audio oficiale, cât și cele needitate.
| Cântec                                                                   | An        | Autori                                                                | Disc                                                               | Componența | Observații |
| ------------------------------------------------------------------------ | --------- | --------------------------------------------------------------------- | ------------------------------------------------------------------ | --- | --- |
| "Aleargă"                                                                | 1980      | muzică și text: Liviu Tudan                                           | -                                                                  | Liviu Tudan - vocal, chitară bas Dan Bădulescu - chitară, voce Dorel Vintilă-Zaharia - baterie | Înregistrare radio inedită pe moment |
| "Alfabetul"                                                              | 1979      | muzica: Liviu Tudan text: Corina Brăneanu                             | "Alfabetul / Hai, acasă!"(1980) "Invitație la discotecă - 1"(1984) | Liviu Tudan - vocal, chitară bas Florin Ochescu - chitară Dorel Vintilă-Zaharia - baterie | Filmată în trei rânduri: - 1979, gala Unicef(Sala Polivalentă), în formula care a înregistrat-o. - 1979-1980, emisiunea O Lume Minunată, dar cu Dan Bădulescu la chitară. - 1984, emisiunea Strada Varietăților(realizator: Titus Munteanu), în formula: - Liviu Tudan - vocal - Adrian Ordean - chitară - Florin Ochescu - chitară - Gabriel Nacu - chitară bas - Dorel Vintilă-Zaharia - baterie Melodie scrisă inițial pentru Angela Similea. |
| "Amurgul"                                                                | 1971      | muzica: George Grigoriu aranjament: Nancy Brandes                     | -                                                                  | Nancy Brandes - orgă Nicolae Dorobanțu - chitară Florin Marcovici - chitară bas Ovidiu Lipan - baterie Aurel Crețu - saxofon Petrișor Burneci - trompetă Petru Bosnea - trombon Ion Cîmpeanu - trombon                                       | Înregistrare radio inedită pe moment. Adaptare jazz-rock după melodia lui George Grigoriu. |
| "Amurgul"                                                                | 1980      | muzica: Liviu Tudan text: Octavian Goga                               | "Estival Top"(1985) "Roșu și Negru"(1986)                          | Liviu Tudan - vocal, chitară bas Ion Olteanu - chitară Dan Bădulescu - chitară, voce Nelu Dumitrescu - baterie | |
| "Apel"                                                                   | 1979      | muzica: Liviu Tudan text: Mihai Muncioiu                              |                                                                    | Liviu Tudan - vocal, chitară bas Dan Bădulescu - chitară Nicolae Enache - clape Dorel Vintilă-Zaharia - baterie | |
| "Aripi de pace"                                                          | 1984      | muzica: Liviu Tudan text: Nicolae Popeneciu                           | "Pseudofabula"(1985)                                               | | Filmată în 1993 cu ocazia ultimului concert întâmplat în septembrie 1993 pe stadionul Dinamo în deschidere pentru Asia. |
| "Blues"                                                                  | 1969      | muzica: Liviu Tudan                                                   |                                                                    | Nancy Brandes - orgă Nicolae Dorobanțu - voce Florin Marcovici - chitară Liviu Tudan - chitară bas, voce Ovidiu Lipan - baterie Aurel Crețu - saxofon Ion Cîmpeanu - trombon                                                                 | Parte din drama lirică free "Fool Prayers" înregistrată de TVR live la festivalul Club A 1969. |
| "Bradul"                                                                 | 1971      | muzică și text: Nancy Brandes                                         | -                                                                  | Nancy Brandes - orgă Nicolae Dorobanțu - chitară Florin Marcovici - chitară bas Ovidiu Lipan - baterie Dumitru Grigoraș - flaut Petrișor Burneci - trompetă Petru Bosnea - trombon Ion Cîmpeanu - trombon Geo Marcovici - violoncel          | |
| "Cadranele"                                                              | 1971      | muzică și text: Nancy Brandes                                         | Leopardul/Cântecul Pădurii/Cadranele (1973)                        | Nancy Brandes - orgă Florin Marcovici - vocal, chitară bas Nicolae Dorobanțu - chitară Ovidiu Lipan - baterie Dumitru Grigoraș - flaut Petrișor Burneci - trompetă Petru Bosnea - trombon Ion Câmpeanu - trombon                             | Două variante de filmări de platou. |
| Caruselul                                                                | 1985      |                                                                       |                                                                    | Liviu Tudan - vocal Adrian Ordean - chitară, voce Florin Ochescu - chitară Dan Creimerman - chitară bas, voce Dorel Vintilă-Zaharia - baterie                                                                                                | Cântată doar în concerte, needitată. Menționată într-un articol semnat de Octavian Ursulescu referitor la festivalul "Melodii '84" la care au fost prezenți în recital în formula amintită |
| Cînd mă privești                                                         | 1980      | muzica: Liviu Tudan                                                   |                                                                    | Liviu Tudan - chitară bas, clape, vocal Ion Olteanu - chitară Nelu Dumitrescu - baterie | Înregistrare radio inedită, menționată și cu numele "Gîndul meu" |
| "Cînd pleci tu"                                                          | 1986-1987 | muzica: Liviu Tudan text: Dan Verona                                  | "Roșu și Negru"(1988)                                              | Liviu Tudan - vocal Adrian Ordean - chitară Dan Creimerman - chitară bas, voce Cornel Cristei - clape Dorel Vintilă-Zaharia - baterie | Filmată într-o formulă ulterioară pentru Revelion '90.(realizator: Titus Munteanu) În clip apar: Liviu Tudan (chitară bas, voce), Cristian Marinescu & Laurențiu Sîmniceanu (chitare), Emanuel Gheorghe (clape), Florin Ionescu (baterie) |
| "Cîntec"(nepieritor de țară)                                             | 1976      | muzica: Liviu Tudan text: Eugen Patriche                              |                                                                    | Liviu Tudan - vocal, chitară bas Nicolae Dorobanțu - chitară, voce Ovidiu Lipan - baterie Nicolae Enache - clape Herman Werner - trompetă Mihai Șercăianu - trompetă Elvir Tatomir - trombon Suzana Georgescu - voce                         | |
| "Cîntec pentru viteazul de mâine"                                        | 1981      | muzică și text: Dan Bădulescu                                         |                                                                    | Liviu Tudan - chitară bas Dan Bădulescu - vocal, chitară Ion Olteanu - chitară Liviu Hrișcu - baterie | Cântată în concerte, neînregistrată. În fapt, o piesă lansată puțin mai înainte de Dan Bădulescu alături de un grup propriu. |
| "Cîntecul pădurii"                                                       | 1972      | muzica: Nancy Brandes text: Flavia Buref                              | Leopardul/Cântecul Pădurii/Cadranele (1973)                        | Nancy Brandes - orgă Florin Marcovici - vocal, chitară bas Nicolae Dorobanțu - chitară Ovidiu Lipan - baterie Dumitru Grigoraș - flaut Geo Marcovici - violoncel Petrișor Burneci - trompetă Petru Bosnea - trombon Ion Câmpeanu - trombon   | |
| "Controversă muzicală"                                                   | ?         | muzica: Adrian Ordean text: Eugen Dumitru                             | "Roșu și Negru"(1986)                                              | | Refrenul a stat la baza hitului "Garsoniera Ta" scris de Adrian Ordean pentru ASIA |
| "Copiii păcii"                                                           | 1974      | muzica: Liviu Tudan text: Nicoleta Gherghel                           | Pădurea l-a gonit/Copiii păcii(1975)                               | Nancy Brandes - orgă Liviu Tudan - vocal, chitară bas Sorin Tudoran - chitară Ovidiu Lipan - baterie | |
| "Copilul și Soarele"                                                     | 1979      | muzica: Liviu Tudan text: Corina Brăneanu                             | Formații Rock 4 (1980)                                             | Liviu Tudan - vocal, chitară bas Florin Ochescu - chitară Dorel Vintilă-Zaharia - baterie | |
| "Crăciun Însângerat"                                                     | 1990      | muzica: Liviu Tudan text: George Stanca                               | "Orele Revoluției"(1990)                                           | Liviu Tudan - vocal, chitară bas Cristian Marinescu - chitară Laurențiu Sîmniceanu - chitară Emanuel Gheorghe - clape Florin Ionescu - baterie, voce                                                                                         | Difuzare în premieră la TVR în ianuarie 1990 - videoclip în regia lui Anghel Mora |
| "Cu fiecare vis"                                                         | 1986      | muzica: Adrian Ordean text: Dan Verona                                | "Roșu și Negru"(1988)                                              | Liviu Tudan - vocal Adrian Ordean - chitară Dan Creimerman - chitară bas, voce Cornel Cristei - clape Dorel Vintilă-Zaharia - baterie | |
| "De ce nu-mi vii"                                                        | 1971      | muzica: Nancy Brandes text: Mihai Eminescu aranjamentul: Sabin Păutza |                                                                    | Nancy Brandes - orgă Florin Marcovici - vocal, chitară bas Nicolae Dorobanțu - chitară Ovidiu Lipan - baterie Dumitru Grigoraș - flaut Geo Marcovici - violoncel                                                                             | |
| "De dragul tău eu cânt"                                                  | 1964      | muzica: Nancy Brandes                                                 |                                                                    | Nancy Brandes - pian Radu Constantin - chitară Florin Laghis - chitară Dinu Rădescu - chitară bas Constantin Crișu - baterie | |
| "De o mie de ori de ce"                                                  | 1981      | muzică și text: Dan Bădulescu                                         |                                                                    | Liviu Tudan - chitară bas Dan Bădulescu - chitară, voce Ion Olteanu - chitară Liviu Hrișcu - baterie | Cântată doar în concerte, înregistrată puțin mai înainte de Dan Bădulescu pe cont propriu, cu alți muzicieni(Gelu Ștefan - baterie și Sorin Chifiriuc - chitară bas) |
| "Dimineața"                                                              | 1981      | muzica: Liviu Tudan text: Nicolae Popeneciu                           |                                                                    | Liviu Tudan - vocal, bass Ion Olteanu - chitară Perin Boian - chitară Ion Dumitrescu - tobe | Piesă cu care au concurat la Șlagăre în devenire. Needitată. |
| "Din ce în ce mai mult"                                                  | 1973      |                                                                       |                                                                    | Nancy Brandes - orgă Nicolae Dorobanțu - chitară Geza Baranyi - chitară bas Ovidiu Lipan - baterie Constantin Mardare - trompetă Petrișor Burneci - trompetă Petru Bosnea - trombon                                                          | Probabil cover după melodia "Blood Sweat & Tears - I love you more than you'll ever know" |
| "Doare, Doamne, Lumea"                                                   | 1997      | muzica: Liviu Tudan text: Eugen Dumitru                               |                                                                    | Liviu Tudan - vocal, chitară, clape, programare baterie Cristian Marinescu - chitară Adrian Constantinescu - chitară | Filmată în 1997 în parcul Mogoșoaia pentru o emisiune TV realizată de Aurora Andronache. Melodie preluată și de către Dida Drăgan |
| "Doppel Liebe"                                                           | 1984      | muzica: Liviu Tudan                                                   |                                                                    | Liviu Tudan - vocal Adrian Ordean - chitară Florin Ochescu - chitară Gabriel Nacu - chitară bas Dorel Vintilă-Zaharia - baterie | Varianta în limba germană a piesei "Promisiuni" așa cum au abordat-o la "Dresden Schlagerfestival"(1984) |
| "Drum în piatră"                                                         | 1976      | muzica: Liviu Tudan text: Ovidiu Dumitru                              | "Roșu și Negru"(1986)                                              | Liviu Tudan - vocal, chitară bas Nicolae Dorobanțu - chitară, voce Ovidiu Lipan - baterie Nicolae Enache - clape Herman Werner - trompetă Mihai Șercăianu - trompetă Elvir Tatomir - trombon Suzana Georgescu - voce                         | |
| "Drumul"                                                                 | 1983      | muzica: Liviu Tudan text: ?                                           |                                                                    | Liviu Tudan - clape, vocal Adrian Ordean - chitară, vocal Mircea Marcovici - chitară bas, voce Dorel Vintilă-Zaharia - baterie | Cântată în concerte începând din vara lui 1983(conform Scînteia Tineretului), needitată! |
| "E vremea noastră"                                                       | 1976      | muzica: Liviu Tudan text: Eugen Patriche                              | "Roșu și Negru"(1986)                                              | Liviu Tudan - vocal, chitară bas Nicolae Dorobanțu - chitară, voce Ovidiu Lipan - baterie Nicolae Enache - clape Herman Werner - trompetă Mihai Șercăianu - trompetă Elvir Tatomir - trombon Suzana Georgescu - voce                         | Reluare parțială a unei piese Sideral - Pasărea Archeopterix, cu un mic citat din Cavaleria Rusticana de Pietro Mascagni |
| "Floarea și cenușa"                                                      | 1983      |                                                                       |                                                                    | | Melodie needitată, cântată în concerte pe vremea Serbărilor Scînteii Tineretului. |
| "Flori de timp"                                                          | 1976      | muzica: Nicolae Dorobanțu text: Nicoleta Gherghel                     | "Flori de timp/Vrei" (1977)                                        | Liviu Tudan - vocal, chitară bas Nicolae Dorobanțu - chitară, voce Ovidiu Lipan - baterie Nicolae Enache - clape Herman Werner - trompetă Mihai Șercăianu - trompetă Elvir Tatomir - trombon                                                 | |
| "Gândul meu"                                                             | 1980      | muzica: Liviu Tudan                                                   |                                                                    | Liviu Tudan - vocal, chitară bas, pian Ion Olteanu - chitară Nelu Dumitrescu - baterie | Înregistrare radio inedită pe moment - probabil una și aceeași cu "Când mă privești" |
| "Gândul meu liber"                                                       | 1986      | muzica: Adrian Ordean text: Victor Socaciu                            | "Roșu și Negru"(1988)                                              | Liviu Tudan - vocal Adrian Ordean - chitară Dan Creimerman - chitară bas, voce Cornel Cristei - clape Dorel Vintilă-Zaharia - baterie | |
| "Hai, acasă!"                                                            | 1979      | muzica: Liviu Tudan text: Ovidiu Dumitru                              | Alfabetul / Hai, acasă! (1980)                                     | Liviu Tudan - vocal, chitară bas Florin Ochescu - chitară Dorel Vintilă-Zaharia - baterie | Filmată în vara lui 1984 pentru Revelionul Tineretului '85(regia: Luminița Dumitrescu). În clip apar Liviu Tudan, Adrian Ordean, Gabriel Nacu și Dorel Vintilă-Zaharia. |
| "Haide, hai!"                                                            | 1973      | preluare Blood Sweat & Tears - Hi-de-ho                               |                                                                    | Nancy Brandes - orgă Nicolae Dorobanțu - vocal, chitară Florin Marcovici - chitară bas Ovidiu Lipan - baterie Petrișor Burneci - trompetă Petru Bosnea - trombon Ion Câmpeanu - trombon                                                      | Filmată la Sibiu pentru o emisiune "Ilustrate muzicale cu formația Roșu și Negru" în regia lui Cornel Todea. |
| Hei, pădure!                                                             | 1972      | muzica: Nicolae Dorobanțu text: Flavia Buref                          |                                                                    | Nancy Brandes - orgă Nicolae Dorobanțu - vocal, chitară Bubu Viski - chitară bas Ovidiu Lipan - baterie Petrișor Burneci - trompetă Petru Bosnea - trombon                                                                                   | |
| "Iar și Iar"                                                             | 1972      | preluare Blood Sweat & Tears - More and more                          |                                                                    | Nancy Brandes - orgă Nicolae Dorobanțu - vocal, chitară Bubu Viski - chitară bas Ovidiu Lipan - baterie Constantin Mardare - trompetă Petrișor Burneci - trompetă Petru Bosnea - trombon                                                     | În clipul filmat de TVR în zona fântânii Miorița, apar doar Nicolae Dorobanțu, Bubu Viski, Ovidiu Lipan și Petru Bosnea. |
| "Imnul copiilor"                                                         | 1974      | muzica: Nancy Brandes text: Eugen Rutaru                              |                                                                    | Nancy Brandes - orgă, voce Sorin Tudoran - chitară Liviu Tudan - chitară bas Ovidiu Lipan - baterie | |
| "Iubirea cere pace planetară"                                            | 1983      | muzica: Liviu Tudan text: Lucian Avramescu                            | "Pseudofabula"(1985)                                               | Liviu Tudan - vocal Adrian Ordean - chitară Mircea Marcovici - chitară bas Dorel Vintilă-Zaharia - baterie | Filmată în 1986 pentru emisiunea "O planetă a iubirii"(Realizator: Titus Munteanu). În filmare apar: - Liviu Tudan - vocal, - Adrian Ordean - chitară, - Mircea Marcovici - chitară bas - Dorel Vintilă-Zaharia - baterie - Cornel Cristei - clape |
| "În Zadar, Tu N-ai Să Vii"                                               | 1989      | muzica: Liviu Tudan text: Stelian Tănase                              |                                                                    | Liviu Tudan - vocal, chitară bas Cristian Marinescu - chitară Laurențiu Sîmniceanu - chitară Emanuel Gheorghe - clape Florin Ionescu - baterie                                                                                               | Înregistrare TVR menționată adesea cu titlul "Imagini de vis" filmată în anul următor. |
| "Într-o gară de metrou"                                                  | 1982      | muzica: Liviu Tudan text: George Stanca                               | "Pseudofabula"(1985)                                               | Liviu Tudan - vocal, chitară bas, clape Adrian Ordean - chitară Gabriel Nacu - chitară Liviu Hrișcu - baterie | Difuzată ca primă-audiție în iulie 1982 pe TVR 1 la Album Duminical. |
| "Joc în doi"                                                             | 1987      | muzica: Liviu Tudan text: Dan Verona                                  | "Roșu și Negru"(1988)                                              | Liviu Tudan - vocal Adrian Ordean - chitară Dan Creimerman - chitară bas, voce Cornel Cristei - clape Dorel Vintilă-Zaharia - baterie | Filmată în 1987 pentru un Album Duminical, dar și pentru Revelion '88. Formula din clip: - Liviu Tudan - vocal - Adrian Ordean - chitară - Dorel Vintilă-Zaharia - baterie - Valentin Stoian - clape - Cornel Cristei - clape |
| "La modă"                                                                | 1982      | muzica: Liviu Tudan text: Letiția Firuță                              | "Pseudofabula"(1985)                                               | Liviu Tudan - vocal, chitară bas, clape Adrian Ordean - chitară Gabriel Nacu - chitară Liviu Hrișcu - baterie | Filmată în vara lui 1984 pentru "Revelionul Tineretului 85"(realizator: Mihai Tatulici) În clip, apar: Liviu Tudan, Adrian Ordean, Gabriel Nacu și Dorel Vintilă-Zaharia |
| "La poarta vieții"                                                       | 1982      | muzica: Liviu Tudan text: Eugen Dumitru                               | "Pseudofabula"(1985)                                               | Liviu Tudan - chitară bas, voce Adrian Ordean - vocal, chitară Gabriel Nacu - chitară Dorel Vintilă-Zaharia - baterie | Filmare realizată de Petrică Gheorghe probabil pentru vreun Album Duminical realizat de Eugen Dumitru - același care semnează și textul melodiei. |
| "La țărmul unei amintiri"                                                | 1989      | muzica: Liviu Tudan text: Eugen Dumitru                               | -                                                                  | Liviu Tudan - vocal, chitară bas Cristian Marinescu - chitară Laurențiu Sîmniceanu - chitară Emanuel Gheorghe - clape Florin Ionescu - baterie                                                                                               | Înregistrare TVR 1989 inedită pe moment. |
| "Leopardul"                                                              | 1971      | preluare Blood Sweat & Tears - Go down Gambling text: George Pruteanu | Leopardul/Cântecul Pădurii/Cadranele (1973)                        | Nancy Brandes - orgă Nicolae Dorobanțu - vocal, chitară Florin Marcovici - chitară bas Ovidiu Lipan - baterie Aurel Crețu - trompetă Petrișor Burneci - trompetă Petru Bosnea - trombon                                                      | Filmată cu ocazia unui spectacol cu public în Iași. |
| "Lumea Basmului"                                                         | 1980      | muzica: Liviu Tudan text: Eugen Dumitru                               | "Pseudofabula"(1985)                                               | Liviu Tudan - vocal, chitară bas Dan Bădulescu - chitară, voce Dorel Vintilă-Zaharia - baterie Nicolae Enache - clape | Filmată în vara lui 1984 pentru Revelionul Tineretului '85. În clip apar Liviu Tudan, Adrian Ordean, Gabriel Nacu și Dorel Vintilă-Zaharia |
| "Lumea Ca O Pradă"                                                       | 1996      | muzica: Liviu Tudan text: Eugen Dumitru                               | "Tribut Liviu Tudan"(2007)                                         | Liviu Tudan - vocal, chitară bas Cristian Marinescu - chitară Robert Gergely - clape Adrian Constantinescu - chitară | Va suferi o refacere în 2006 pentru discul Tribut Liviu Tudan, când vor mai fi suprapuse pasaje. |
| "Lumea Copilăriei"                                                       |           | muzica: Liviu Tudan text: Nicolae Popeneciu                           | "Roșu și Negru"(1986)                                              | | |
| "Maxima"                                                                 | 1997      | muzica: Liviu Tudan text: Horia Stoicanu                              |                                                                    | Liviu Tudan - vocal, chitară bas, clape, programare baterie Cristian Marinescu - chitară Adrian Constantinescu - chitară | Înregistrare TVR, 1997. Piesă filmată pentru Revelion '98, menționată cu titlul "Lupii" |
| "Mă întorc acasă"                                                        | 1980      | muzică și text: Ion Olteanu                                           |                                                                    | Liviu Tudan - chitară bas, voce Ion Olteanu - chitară, vocal Nelu Dumitrescu - baterie | Piesă IRIS scrisă de Ion Olteanu, cântată doar în concerte, neînregistrată. |
| "Mâine"                                                                  | 1986      | muzica: Adrian Ordean text: Dan Verona                                | "Roșu și Negru"(1988)                                              | Liviu Tudan - vocal Adrian Ordean - chitară Dan Creimerman - chitară bas, voce Cornel Cristei - clape Dorel Vintilă-Zaharia - baterie | |
| Miorița                                                                  |           | muzica: Nancy Brandes text popular                                    |                                                                    | Nancy Brandes - orgă/clavinetă Emil Trocan - chitară solo Florin Marcovici - chitară armonie Daniel Ciornea - chitară bas Bernard Stentzler - baterie                                                                                        | Înregistrare Radio Iași 1966-1967 |
| "Miracolul Suprem"                                                       | 1979      | muzica: Liviu Tudan text: Daniela Crăsnaru                            | Formații Rock 4 (1980)                                             | Liviu Tudan - vocal, chitară bas Florin Ochescu - chitară Dorel Vintilă-Zaharia - baterie | Filmare 1980-1981, emisiunea O lume minunată. În clip, apar: - Liviu Tudan - vocal, chitară bas - Dan Bădulescu - chitară - Ion Olteanu - chitară - Dorel Vintilă-Zaharia - baterie |
| "Muzicanții"                                                             | 1983      | muzica: Liviu Tudan text: adaptare după Ivan Andreievici Krîlov       |                                                                    | Liviu Tudan - clape, vocal Adrian Ordean - chitară, vocal Mircea Marcovici - chitară bas, voce Dorel Vintilă-Zaharia - baterie | Cântată în concerte începând din vara lui 1983(conform Scînteia Tineretului), needitată! |
| Nea Mărin                                                                | 1980      | muzica & text: Liviu Tudan                                            |                                                                    | Liviu Tudan - vocal, chitară bas Dan Bădulescu - chitară, voce Ion Olteanu - chitară Dorel Vintilă-Zaharia - baterie | |
| "Noaptea în oraș"                                                        | 1999      | muzica: Liviu Tudan text: Teodora Herghelegiu                         |                                                                    | Liviu Tudan - vocal, chitară bas Cristian Marinescu - chitară Cezar Zavate -.chitară Lucian Cioargă - baterie Dan Lică - clape | Înregistrare TVR, 1999 |
| "Nu te opri"                                                             | 1986      | muzica: Adrian Ordean text: Dan Verona                                | "Roșu și Negru"(1988)                                              | Liviu Tudan - vocal Adrian Ordean - chitară Dan Creimerman - chitară bas, voce Cornel Cristei - clape Dorel Vintilă-Zaharia - baterie | |
| "Nufăr Alb"                                                              | 1980      | muzică și text: Liviu Tudan                                           | "Roșu și Negru"(1986)                                              | Liviu Tudan - vocal, chitară bas Dan Bădulescu - chitară, voce Ion Olteanu - chitară Dorel Vintilă-Zaharia - baterie | |
| "Oameni de zăpadă"                                                       | 1973      | muzica: Nancy Brandes text: Eugen Rotaru                              | "Pastorală / Oameni de Zăpadă"(1974)                               | Nancy Brandes - orgă, voce Nicolae Dorobanțu - chitară, voce Geza Baranyi - chitară bas Ovidiu Lipan - baterie Constantin Mardare - trompetă Petru Bosnea - trombon Petrișor Burneci - trompetă                                              | Difuzată ca primă-audiție la revelionul TV 1973(filmare 1972). |
| "Oglinda"                                                                | 1979      | muzică și text: Dan Bădulescu                                         | "Roșu și Negru"(1986)                                              | Liviu Tudan - vocal, chitară bas Dan Bădulescu - chitară, voce Dorel Vintilă-Zaharia - baterie | Filmată în 1980. În clip apare și Ion Olteanu la chitară. |
| "Pasărea Iubirii" ("Ca o Vrajă")                                         | 1980      | muzică și text: Liviu Tudan                                           | "Pseudofabula"(1985)                                               | Liviu Tudan - vocal, chitară bas Dan Bădulescu - chitară, voce Dorel Vintilă-Zaharia - baterie | În topul Săptămâna apare cu titlul "Ca o vrajă" |
| "Pastorală"                                                              | 1973      | muzica: Nancy Brandes text: Luminița Ciubotaru                        | "Pastorală / Oameni de Zăpadă"(1974)                               | Nancy Brandes - orgă, voce Nicolae Dorobanțu - chitară, voce Geza Baranyi - chitară bas Ovidiu Lipan - baterie Constantin Mardare - trompetă Petru Bosnea - trombon Petrișor Burneci - trompetă                                              | |
| "Pădurea l-a gonit"                                                      | 1974      | muzica: Nancy Brandes text: Luminița Coler                            | Pădurea l-a gonit/Copiii păcii(1975)                               | Nancy Brandes - orgă Sorin Tudoran - chitară solo Liviu Tudan - vocal, chitară bas Ovidiu Lipan - baterie | |
| Ploaia, soarele și vântul                                                | 1971      | muzica & text: Nancy Brandes                                          |                                                                    | Nancy Brandes - orgă Nicolae Dorobanțu - chitară Florin Marcovici - chitară bas, vocal Geo Marcovici - violoncel Ovidiu Lipan - baterie Aurel Crețu - trompetă Petrișor Burneci - trompetă Petru Bosner - trombon                            | Parte din suita "Soare și Vânt" |
| Povestea mea                                                             | 1974      | muzica: Nancy Brandes                                                 |                                                                    | Nancy Brandes - orgă Mihai Muncioiu - chitară, voce Liviu Tudan - bas, voce Ovidiu Lipan - tobe | |
| Privire in viitor                                                        | 1976      | muzica & text: Nicolae Dorobanțu                                      |                                                                    | Liviu Tudan - vocal, chitară bas Nicolae Dorobanțu - chitară, voce Ovidiu Lipan - baterie Nicolae Enache - clape Herman Werner - trompetă Mihai Șercăianu - trompetă Elvir Tatomir - trombon Suzana Georgescu - voce                         | |
| "Promisiuni"                                                             | 1982      | muzica: Liviu Tudan text: Nicolae Popeneciu                           | "Roșu și Negru"(1986)                                              | Liviu Tudan - vocal, clape Adrian Ordean - chitară, voce Gabriel Nacu - chitară bas, voce Liviu Hrișcu - baterie | |
| "Pseudofabula"                                                           | 1983      | muzica: Adrian Ordean text: Traian Furnea                             | "Pseudofabula"(1985)                                               | Liviu Tudan - voce, clape Adrian Ordean - chitară, vocal Mircea Marcovici - chitară bas, voce Dorel Vintilă-Zaharia - baterie | |
| "Retrospectivă"                                                          | 1976      | muzica: Liviu Tudan text:?                                            |                                                                    | Liviu Tudan - vocal, chitară bas Nicolae Dorobanțu - chitară, voce Ovidiu Lipan - baterie Nicolae Enache - clape Herman Werner - trompetă Mihai Șercăianu - trompetă Elvir Tatomir - trombon Suzana Georgescu - voce                         | |
| "Să cerem soarelui lumina"                                               | 1987      | muzica: Liviu Tudan text: George Țărnea                               | "Roșu și Negru"(1988)                                              | Liviu Tudan - vocal Adrian Ordean - chitară Dan Creimerman - chitară bas, voce Cornel Cristei - clape Dorel Vintilă-Zaharia - baterie | Filmată într-o formulă ulterioară pentru Revelion '90.(realizator: Titus Munteanu) În clip apar: Liviu Tudan (chitară bas, vocal), Cristian Marinescu & Laurențiu Sîmniceanu (chitare), Emanuel Gheorghe (clape), Florin Ionescu (baterie) |
| "Scurtă privire asupra timpului" (Scurtă privire asupra fructului oprit) | 1976      | muzică și text: Liviu Tudan                                           | "Roșu și Negru"(1986)                                              | Liviu Tudan - vocal, chitară bas Nicolae Dorobanțu - chitară, voce Ovidiu Lipan - baterie Nicolae Enache - clape Herman Werner - trompetă Mihai Șercăianu - trompetă Elvir Tatomir - trombon Suzana Georgescu - voce                         | |
| "Semnul Tău"                                                             | 1986      | muzica: Liviu Tudan text: George Stanca                               | "Roșu și Negru"(1988)                                              | Liviu Tudan - vocal Adrian Ordean - chitară Dan Creimerman - chitară bas, voce Cornel Cristei - clape Dorel Vintilă-Zaharia - baterie | |
| Sînt fiul țării mele                                                     | 1976      | muzică și text: Liviu Tudan                                           | "Roșu și Negru"(1986)                                              | Liviu Tudan - vocal, chitară bas Nicolae Dorobanțu - chitară, voce Ovidiu Lipan - baterie Nicolae Enache - clape Herman Werner - trompetă Mihai Șercăianu - trompetă Elvir Tatomir - trombon Suzana Georgescu - voce                         | |
| "Soare și Vânt"                                                          | 1971      | muzica & text: Nancy Brandes                                          |                                                                    | Nancy Brandes - orgă Nicolae Dorobanțu - chitară Florin Marcovici - chitară bas, vocal Geo Marcovici - violoncel Ovidiu Lipan - baterie Aurel Crețu - saxofon Petrișor Burneci - trompetă Petru Bosnea - trombon                             | |
| "Somnoroase păsărele"                                                    | 1968      | muzica; Nancy Brandes versuri: Mihai Eminescu                         |                                                                    | Nancy Brandes - orgă/clavinetă Emil Trocan - chitară solo Florin Marcovici - chitară armonie Daniel Ciornea - chitară bas Bernard Stentzler - baterie                                                                                        | Înregistrare Radio Iași 1966-1967(?) |
| "Sub cer"                                                                | 1982      | muzica: Liviu Tudan text: Nicolae Popeneciu                           | -                                                                  | Liviu Tudan - chitară bas, voce Adrian Ordean - vocal, chitară Gabriel Nacu - chitară Liviu Hrișcu - baterie | Filmată în vara lui 1984 pentru Revelionul Tineretului '85. În clip apar Liviu Tudan, Adrian Ordean, Gabriel Nacu și Dorel Vintilă-Zaharia. |
| "Și dacă"                                                                | 1972      | muzica: Nancy Brandes versuri: Mihai Eminescu                         | -                                                                  | Nancy Brandes - orgă Nicolae Dorobanțu - chitară, vocal Geza Baranyi - chitară bas Ovidiu Lipan - baterie | Filmată în vara aceluiași ani, la mare, dar avându-l la chitară bas pe Emil Trocan. |
| Tăcerea                                                                  | 1971      | muzica: Nancy Brandes                                                 |                                                                    | Nancy Brandes - orgă Nicolae Dorobanțu - chitară Florin Marcovici - chitară bas Ovidiu Lipan - baterie Petrișor Burneci - trompetă Walter Bosnea - trombon Ion Câmpeanu - trombon                                                            | Piesă instrumentală filmată în Piața Mare din Sibiu, 1973. |
| "Te aștept să vii"                                                       | 1986      | muzică și text: Adrian Ordean                                         | "Roșu și Negru"(1988)                                              | Liviu Tudan - vocal Adrian Ordean - chitară Dan Creimerman - chitară bas, voce Cornel Cristei - clape Dorel Vintilă-Zaharia - baterie | |
| "Timpul"                                                                 | 1982      | muzică și text: Adrian Ordean                                         | -                                                                  | Liviu Tudan - chitară bas, voce Adrian Ordean - vocal, chitară Gabriel Nacu - chitară Dorel Vintilă-Zaharia - baterie | |
| "Titi Duru"                                                              | 1999      | muzica: Liviu Tudan text:?                                            |                                                                    | Liviu Tudan - vocal, chitară bas Cristian Marinescu - chitară Cezar Zavate -.chitară Lucian Cioargă - baterie Dan Lică - clape | |
| "Val de mare"                                                            | 1989      | muzica: Liviu Tudan text: George Stanca                               |                                                                    | Liviu Tudan - vocal, chitară bas Cristian Marinescu - chitară Laurențiu Sîmniceanu - chitară Emanuel Gheorghe - clape Florin Ionescu - baterie                                                                                               | Înregistrare TVR |
| "Val de mare"(remix)                                                     | 2001      | muzica: Liviu Tudan text: George Stanca                               |                                                                    | Liviu Tudan - vocal, chitară bas Cristian Marinescu - chitară Cezar Zavate -.chitară Lucian Cioargă - baterie Dan Lică - clape | Reînregistrare TVR, 1999 filmată în anul următor. |
| "Viața e mișto"                                                          | 1998      | muzica: Liviu Tudan text: Teodora Herghelegiu                         |                                                                    | Liviu Tudan - vocal, chitară bas Cristian Marinescu - chitară Cezar Zavate -.chitară Lucian Cioargă - baterie Dan Lică - clape | |
| "Vis de copilărie"                                                       | 1982      | muzica: Liviu Tudan text: Nicolae Popeneciu                           | -                                                                  | Liviu Tudan - chitară bas, voce Adrian Ordean - vocal, chitară Gabriel Nacu - chitară Dorel Vintilă-Zaharia - baterie | Înregistrare radio inedită |
| "Vis și culoare"                                                         | 1976      | muzică & text: Mihai Muncioiu                                         |                                                                    | Nicky Dorobanțu - vocal, chitară Mihai Muncioiu - chitară Bubu Visky - chitară bas Willy Palaghioiu - clape Dumitru Bădilă - baterie Titus Goga - trompetă Valențiu Grigorescu - trompetă(invitat) Mihai Filip - trombon Elena Abagiu - voce | |
| "Voinicul"                                                               | 1980      | muzica & text: Liviu Tudan                                            | "Pseudofabula"(1985)                                               | Liviu Tudan - vocal, chitară bas Dan Bădulescu - chitară, clape, voce Nelu Dumitrescu - baterie | |
| "Vrei"                                                                   | 1976      | muzica: Liviu Tudan text: Ovidiu Dumitru                              | "Flori de timp/Vrei" (1977)                                        | Liviu Tudan - vocal, chitară bas Nicolae Dorobanțu - chitară, voce Ovidiu Lipan - baterie Nicolae Enache - clape Herman Werner - trompetă Mihai Șercăianu - trompetă Elvir Tatomir - trombon Suzana Georgescu - voce                         | |
| "Vulturul orb"                                                           | 1983      | muzica: Liviu Tudan text: ?                                           |                                                                    | Liviu Tudan - clape, vocal Adrian Ordean - chitară, vocal Mircea Marcovici - chitară bas, voce Dorel Vintilă-Zaharia - baterie | Cântată în concerte începând din vara lui 1983(conform Scînteia Tineretului), needitată! |
| "Zbor"                                                                   | 1982      | muzica: Liviu Tudan text: Nicolae Popeneciu                           | "Roșu și Negru"(1986)                                              | Liviu Tudan - chitară bas, voce Adrian Ordean - vocal, chitară Gabriel Nacu - chitară Liviu Hrișcu - baterie | |
| "Zborul Stelelor"                                                        |           | muzică și text: Adrian Ordean                                         | "Roșu și Negru"(1986)                                              | | |

## Melodii de succes aflate în topuri
| Cântec                                                                   | An        | Autori                                                                | Disc                                                               | Perioada în topuri | Poziția în topuri |
| ------------------------------------------------------------------------ | --------- | --------------------------------------------------------------------- | ------------------------------------------------------------------ | --- | --- |
| "Aleargă"                                                                | 1980      | muzică și text: Liviu Tudan                                           | -                                                                  | 5 iunie - 24 decembrie 1980 (Top Tribuna) | #1 - 24-31 iulie, #10 - Topul Topurilor 1980 (Top Tribuna)                                                                                |
| "Alfabetul"                                                              | 1979      | muzica: Liviu Tudan text: Corina Brăneanu                             | "Alfabetul / Hai, acasă!"(1980) "Invitație la discotecă - 1"(1984) | | |
| "Amurgul"                                                                | 1980      | muzica: Liviu Tudan text: Octavian Goga                               | "Estival Top"(1985) "Roșu și Negru"(1986)                          | 27 martie - 18 iunie 1981 (Top Săptămâna) 16 aprilie - 24 iunie 1981 (Top Tribuna)                                                           | #1- 1-14 mai 1981 (Top Săptămâna) #2 - 23-29 aprilie 1981 (Top Tribuna) #2 - 14 mai - 17 iunie (Top Orizont)                              |
| "Aripi de pace"                                                          | 1984      | muzica: Liviu Tudan text: Nicolae Popeneciu                           | "Pseudofabula"(1985)                                               | 15 martie - 11 aprilie 1984(Top Tribuna) 27 iulie - 4 octombrie 1984(Top Săptămâna)                                                          | #6 - 22-28 martie 1984 (Top Tribuna) #4 - 23-30 august 1984 (Top Săptămâna)                                                               |
| "Cadranele"                                                              | 1971      | muzică și text: Nancy Brandes                                         | Leopardul/Cântecul Pădurii/Cadranele (1973)                        | (Top Săptămâna) | #1(Top Săptămâna) #1(Referendum Top Săptămâna '71 - melodia anului)                                                                       |
| Cînd mă privești                                                         | 1980      | muzica: Liviu Tudan                                                   |                                                                    | 6-12 iunie 1980 (Top Săptămâna) | #8 - 6-12 iunie 1980 (Top Săptămîna) |
| "Cînd pleci tu"                                                          | 1986-1987 | muzica: Liviu Tudan text: Dan Verona                                  | "Roșu și Negru"(1988)                                              | | |
| "Cîntec"                                                                 | 1976      | muzica: Nicolae Dorobanțu                                             |                                                                    | 1 iulie - 18 august | #2 - 5-12 august 1977 |
| "Cîntecul pădurii"                                                       | 1972      | muzica: Nancy Brandes text: Flavia Buref                              | Leopardul/Cântecul Pădurii/Cadranele (1973)                        | 5 octombrie 1972 (Top 15 Orizont) 16 noiembrie 1972(Top 10 Orizont)                                                                          | #1 - 5 octombrie 1972 (Top 15 Orizont) #1 - 16 noiembrie 1972 (Top 10 Orizont)                                                            |
| "Controversă muzicală"                                                   | ?         | muzica: Adrian Ordean text: Eugen Dumitru                             | "Roșu și Negru"(1986)                                              | | |
| "Copiii păcii"                                                           | 1974      | muzica: Liviu Tudan text: Nicoleta Gherghel                           | Pădurea l-a gonit/Copiii păcii(1975)                               | 5 decembrie 1974 - 12 martie 1975 (Top Tribuna) 13 decembrie 1974 - 28 martie 1975 (Top Săptămâna) 21 ianuarie - 6 martie 1975 (Top Cronica) | #1 - 19-25 decembrie 1974 (Top Tribuna) #1 - 10-23 ianuarie 1975 (Top Săptămâna) #1 - 24 ianuarie - 6 februarie 1975 (Top Cronica)        |
| "Copilul și Soarele"                                                     | 1979      | muzica: Liviu Tudan text: Corina Brăneanu                             | Formații Rock 4 (1980)                                             | 5 octombrie 1979 - 10 ianuarie 1980 (Top Săptămâna)                                                                                          | #1 - 26 octombrie - 1 noiembrie 1979 (Top Săptămâna)                                                                                      |
| "Crăciun Însângerat"                                                     | 1990      | muzica: Liviu Tudan text: George Stanca                               | "Orele Revoluției"(1990)                                           | 20 mai - august 1990 (Top Tineretul Liber)                                                                                                   | #1 - 10-23 iunie 1990 (Top Tineretul Liber)                                                                                               |
| "Cu fiecare vis"                                                         | 1986      | muzica: Adrian Ordean text: Dan Verona                                | "Roșu și Negru"(1988)                                              | | #10 - Top Cronica 1988(Melodia Anului) |
| "De ce nu-mi vii"                                                        | 1971      | muzica: Nancy Brandes text: Mihai Eminescu aranjamentul: Sabin Păutza |                                                                    | | |
| "Drum în piatră"                                                         | 1976      | muzica: Liviu Tudan text: Eugen Patriche                              | "Roșu și Negru"(1986)                                              | 21 ianuarie - 19 mai 1977 (Top Săptămîna) | #3 - 25-31 martie 1977 (Top Săptămîna) |
| "E vremea noastră"                                                       | 1976      | muzica: Liviu Tudan text: Eugen Patriche                              | "Roșu și Negru"(1986)                                              | 12 ianuarie - 22 martie 1978 (Top Tribuna)                                                                                                   | #2 - 9-16 martie 1978 (Top Tribuna) |
| "Flori de timp"                                                          | 1976      | muzica: Nicolae Dorobanțu text: Nicoleta Gherghel                     | "Flori de timp/Vrei" (1977)                                        | 29 august - 9 octombrie (Top Săptămîna) 18 septembrie - 10 decembrie 1986 (Top Tribuna)                                                      | #2 - 12-18 septembrie 1986(Top Săptămîna) #5 - 9-15 octombrie, 27 noiembrie - 3 decembrie 1986 (Top Tribuna)                              |
| "Gândul meu"                                                             | 1980      | muzica: Liviu Tudan                                                   |                                                                    | 28 februarie - 3 aprilie 1985 (Top Tribuna)                                                                                                  | #2 - 21-27 martie 1985 (Top Tribuna) |
| "Gândul meu liber"                                                       | 1986      | muzica: Adrian Ordean text: Victor Socaciu                            | "Roșu și Negru"(1988)                                              | 27 februarie - 30 aprilie 1987 (Top Săptămâna) 21 februarie–22 mai 1987 (Top 13 Scînteia Tineretului)                                        | #1 - 27 martie-2 aprilie 1987 (Top Săptămâna) #3 - 11–17 aprilie 1987 (Top 13 Scînteia Tineretului)                                       |
| "Hai, acasă!"                                                            | 1979      | muzica: Liviu Tudan text: Ovidiu Dumitru                              | Alfabetul / Hai, acasă! (1980)                                     | 7 - 20 septembrie 1979 (Top Săptămâna) 4 iunie - 26 august 1981 (Top Tribuna)                                                                | #8 - 7-20 septembrie 1979 (Top Săptămâna) #1 - 2-15 iulie 1981 (Top Tribuna) #2 - 1981 (Top Orizont)                                      |
| Imnul Copiilor                                                           | 1974      | muzica: Nancy Brandes text: Eugen Rotaru                              | Formații de muzică pop #1(1975)                                    | 8 noiembrie 1974 - 23 ianuarie 1975 | #1 - 29 noiembrie - 19 decembrie 1974 (Top Cronica)                                                                                       |
| "Iubirea cere pace planetară"                                            | 1983      | muzica: Liviu Tudan text: Lucian Avramescu                            | "Pseudofabula"(1985)                                               | 28 octombrie - 30 decembrie 1983 (Top Săptămâna)                                                                                             | #6 - 25 noiembrie–15 decembrie 1983 (Top Săptămâna)                                                                                       |
| "În Zadar, Tu N-ai Să Vii"                                               | 1989      | muzica: Liviu Tudan text: Stelian Tănase                              |                                                                    | 15-28 decembrie 1989 (Top Săptămâna) | #2 - 22-28 decembrie 1989 (Top Săptămâna)                                                                                                 |
| "Joc în doi"                                                             | 1987      | muzica: Liviu Tudan text: Dan Verona                                  | "Roșu și Negru"(1988)                                              | 21 august - 29 octombrie 1987 (Top Săptămâna) 10 octombrie–20 noiembrie 1987 (Top 13 Scînteia Tineretului)                                   | #2 - 18 septembrie - 1 octombrie 1987 (Top Săptămâna) #1 - 14–20 noiembrie 1987 (Top 13 Scînteia Tineretului)                             |
| "La modă"                                                                | 1982      | muzica: Liviu Tudan text: Letiția Firuță                              | "Pseudofabula"(1985)                                               | 2 iulie - 30 septembrie 1982 (Top Săptămâna) 10 septembrie - 7 octombrie 1982 (Top Orizont)                                                  | #1 - 20-26 august 1982 (Top Săptămîna) #2 - 10-30 septembrie 1982 (Top Orizont)                                                           |
| "La poarta vieții"                                                       | 1982      | muzica: Liviu Tudan text: Eugen Dumitru                               | "Pseudofabula"(1985)                                               | | |
| "La țărmul unei amintiri"                                                | 1989      | muzica: Liviu Tudan text: Eugen Dumitru                               | -                                                                  | | |
| "Leopardul"                                                              | 1971      | preluare Blood Sweat & Tears - Go down Gambling text: George Pruteanu | Leopardul/Cântecul Pădurii/Cadranele (1973)                        | | |
| "Lumea Basmului"                                                         | 1980      | muzica: Liviu Tudan text: Eugen Dumitru                               | "Pseudofabula"(1985)                                               | 7 februarie - 4 iunie 1980 (Top Tribuna) 29 februarie - 5 iunie 1980 (Top Săptămâna)                                                         | #5 - 14-20 februarie 1980 (Top Tribuna) #1 - 14-27 martie 1980 (Top Săptămâna)                                                            |
| "Lumea Ca O Pradă"                                                       | 1996      | muzica: Liviu Tudan text: Eugen Dumitru                               | "Tribut Liviu Tudan"(2007)                                         | | |
| "Lumea Copilăriei"                                                       |           | muzica: Liviu Tudan text: Nicolae Popeneciu                           | "Roșu și Negru"(1986)                                              | | |
| "Maxima"                                                                 | 1997      | muzica: Liviu Tudan text: Horia Stoicanu                              |                                                                    | | |
| "Mâine"                                                                  | 1986      | muzica: Adrian Ordean text: Dan Verona                                | "Roșu și Negru"(1988)                                              | | |
| "Miracolul Suprem"                                                       | 1979      | muzica: Liviu Tudan text: Daniela Crăsnaru                            | Formații Rock 4 (1980)                                             | 29 noiembrie 1979 - 6 februarie 1980 (Top Tribuna)                                                                                           | #3 - 29 noiembrie - 5 decembrie 1979, 3-6 ianuarie 1980, #10 - Topul Topurilor 1977 (Top Tribuna)                                         |
| "Nu te opri"                                                             | 1986      | muzica: Adrian Ordean text: Dan Verona                                | "Roșu și Negru"(1988)                                              | | |
| "Nufăr Alb"                                                              | 1980      | muzică și text: Liviu Tudan                                           | "Roșu și Negru"(1986)                                              | 15 august - 23 octombrie 1980 (Top Săptămîna)                                                                                                | #1 - 12-18 septembrie 1980 (Top Săptămîna) #4 - 23 octombrie - 26 noiembrie 1980 (Top Orizont)                                            |
| "Oameni de zăpadă"                                                       | 1973      | muzica: Nancy Brandes text: Eugen Rotaru                              | "Pastorală / Oameni de Zăpadă"(1974)                               | 24 februarie-13 aprilie 1973 (Top Flacăra) 6 aprilie - 14 iunie 1973 (Top Cronica)                                                           | #4 - 10-30 martie 1973 (Top Flacăra) #1 - 6-12 aprilie 1973 (Top Cronica)                                                                 |
| "Oglinda"                                                                | 1979      | muzică și text: Dan Bădulescu                                         | "Roșu și Negru"(1986)                                              | 13 ianuarie - 26 martie 1981 (Top Cronica)                                                                                                   | #1 - 13-19 ianuarie 1981 (Top Cronica) |
| "Pasărea Iubirii" ("Ca o Vrajă")                                         | 1980      | muzică și text: Liviu Tudan                                           | "Pseudofabula"(1985)                                               | 4 iulie–14 august 1980 (Top Săptămâna) 11 septembrie - 22 octombrie (Top Tribuna) 19 septembrie (Top Cronica)                                | #3 - 1-7 august 1980 (Top Săptămâna) #2 - 18-24 septembrie (Top Tribuna) #1 - 19-26 septembrie (Top Cronica)                              |
| "Pastorală"                                                              | 1973      | muzica: Nancy Brandes text: Luminița Ciubotaru                        | "Pastorală / Oameni de Zăpadă"(1974)                               | 21 iulie - 14 decembrie 1973 (Top Flacăra) 5 iulie - 12 Septembrie 1973 (Top Tribuna) 13 iulie - 1 noiembrie 1973 (Top Cronica)              | #1 - 22-28 septembrie 1973 (Top Flacăra) #1 - 19 iulie - 1 august 1973(Top Tribuna) #1 - 10 august - 20 septembrie 1973 (Top Cronica)     |
| "Pădurea l-a gonit"                                                      | 1974      | muzica: Nancy Brandes text: Luminița Coler                            | Pădurea l-a gonit/Copiii păcii(1975)                               | 19 aprilie - 26 iulie 1974 (Top Săptămâna) 3 mai - 22 august 1974 (Top Cronica) 16 mai - 22 august 1974 (Top Tribuna)                        | #1 - 31 mai - 6 iunie 1974 (Top Săptămîna) #1 - 31 mai - 22 august 1974 (Top Cronica) #1 - 18-24 iulie 1974 (Top Tribuna)                 |
| Ploaia, soarele și vântul                                                | 1971      | muzica & text: Nancy Brandes                                          |                                                                    | | #1(Top Săptămâna) |
| "Povestea mea"                                                           | 1974      | muzica: Nancy Brandes                                                 |                                                                    | 6-20 septembrie 1974 (Top Cronica) | #9 - 6-20 septembrie 1974 (Top Cronica)                                                                                                   |
| "Promisiuni"                                                             | 1982      | muzica: Liviu Tudan text: Nicolae Popeneciu                           | "Roșu și Negru"(1986)                                              | 1 aprilie - 9 iunie 1983 (Top Săptămîna) | #1 - 29 aprilie - 12 mai 1983 (Top Săptămâna)                                                                                             |
| "Pseudofabula"                                                           | 1983      | muzica: Adrian Ordean text: Traian Furnea                             | "Pseudofabula"(1985)                                               | 16 martie - 26 iulie 1984 (Top Săptămâna) | #1 - 20 aprilie - 10 mai 1984 (Top Săptămâna)                                                                                             |
| "Retrospectivă"                                                          | 1976      | muzica: Liviu Tudan text:?                                            |                                                                    | | |
| "Să cerem soarelui lumina"                                               | 1987      | muzica: Liviu Tudan text: George Țărnea                               | "Roșu și Negru"(1988)                                              | 17 iulie - 27 august 1987 (Top Săptămâna) 29 august–9 octombrie 1987 (Top 13 Scînteia Tineretului)                                           | #2 - 7-13 august 1987 (Top Săpămâna) #1 - 12-18 septembrie 1987 (Top 13 Scînteia Tineretului)                                             |
| "Scurtă privire asupra timpului" (Scurtă privire asupra fructului oprit) | 1976      | muzică și text: Liviu Tudan                                           | "Roșu și Negru"(1986)                                              | | |
| "Semnul Tău"                                                             | 1986      | muzica: Liviu Tudan text: George Stanca                               | "Roșu și Negru"(1988)                                              | 10 octombrie - 20 noiembrie 1986 | #3 - 24 octombrie - 6 noiembrie 1986 (Top Săptămîna)                                                                                      |
| Sînt fiul țării mele                                                     | 1976      | muzică și text: Liviu Tudan                                           | "Roșu și Negru"(1986)                                              | 1 septembrie 1977 - 22 martie 1978 (Top Tribuna) 13 ianuarie - 15 februarie 1978 (Top Orizont)                                               | #2(6-19 octombrie 1977, Top Tribuna) #1(13-19 ianuarie 1978, top Orizont)                                                                 |
| "Te aștept să vii"                                                       | 1986      | muzică și text: Adrian Ordean                                         | "Roșu și Negru"(1988)                                              | | |
| "Timpul"                                                                 | 1982      | muzică și text: Adrian Ordean                                         | -                                                                  | 12 noiembrie 1982 - 3 februarie 1983 (Top Săptămâna)                                                                                         | #1 - 17 decembrie 1982 - 6 ianuarie 1983 Top Săptămâna                                                                                    |
| "Val de mare"                                                            | 1989      | muzica: Liviu Tudan text: George Stanca                               |                                                                    | 29 septembrie–14 decembrie 1989 (Top Săptămâna)                                                                                              | #1 - 10-24 noiembrie 1989 Top Săptămâna                                                                                                   |
| Vis de copilărie                                                         | 1981      | muzica: Liviu Tudan text: Nicolae Popeneciu                           |                                                                    | 23 octombrie - 10 decembrie (Top Cronica) | #4 - 6 noiembrie - 10 decembrie (Top Cronica)                                                                                             |
| "Voinicul"                                                               | 1980      | muzica & text: Liviu Tudan                                            | "Pseudofabula"(1985)                                               | 21 noiembrie 1980 - 12 martie (Top Săptămîna) 24 aprilie 1981 - 6 iunie (Top Cronica)                                                        | #1 - 16 ianuarie - 5 februarie 1981(Top Săptămîna) #9 - (Referendum top Săptămîna '81 - melodia anului) #3 - 20-26 mai 1981 (Top Cronica) |
| "Vrei"                                                                   | 1976      | muzica: Liviu Tudan text: Ovidiu Dumitru                              | "Flori de timp/Vrei" (1977)                                        | | |
| "Zbor"                                                                   | 1982      | muzica: Liviu Tudan text: Nicolae Popeneciu                           | "Roșu și Negru"(1986)                                              | 9 aprilie - ? iunie 1982 (Top Săptămâna) 28 noiembrie 1986 - ianuarie 1987 (Top Cronica)                                                     | #1 - 7-20 mai 1982 (Top Săptămâna) #3 - 12-18 decembrie, 26 decembrie 1986- ianuarie 1987                                                 |
| "Zborul Stelelor"                                                        |           | muzică și text: Adrian Ordean                                         | "Roșu și Negru"(1986)                                              | | |